# Mistrovství Evropy v biatlonu 2024
Mistrovství Evropy v biatlonu 2024 probíhalo od 24. do 28. ledna 2024 ve slovenském Osrblie jako vrcholná akce sezóny IBU Cupu 2023/2024 a po mistrovství světa v biatlonu jako druhá nejvýznamnější biatlonová akce tohoto ročníku.

## Program
Na programu mistrovství bylo 5 disciplín. Muži i ženy absolvovali sprinty, stíhací závody a vytrvalostní závody. Společně jely závody smíšených štafet a smíšených dvojic.
| Den | Datum     | Začátek (SEČ) | Disciplína                | Počet závodníků |
| --- | --------- | ------------- | ------------------------- | --------------- |
| St  | 24. ledna | 10:35         | Vytrvalostní závod (muži) | 112             |
| St  | 24. ledna | 14:30         | Vytrvalostní závod (ženy) | 101             |
| Pá  | 26. ledna | 11:00         | Sprint (muži)             | 128             |
| Pá  | 26. ledna | 14:30         | Sprint (ženy)             | 113             |
| So  | 27. ledna | 11:00         | Stíhací závod (muži)      | 55              |
| So  | 27. ledna | 14:00         | Stíhací závod (ženy)      | 55              |
| Ne  | 28. ledna | 10:45         | Smíšená štafeta           | 25 štafet       |
| Ne  | 28. ledna | 14:00         | Smíšený závod dvojic      | 25 dvojic       |

## Česká účast
Z českých biatlonistek se mistrovství představili mezi ženami Kateřina Gotvaldová, Kristýna Otcovská, Eliška Václavíková a Tereza Vinklárková, mezi muži pak Luděk Abrahám, Mikuláš Karlík, Ondřej Mánek, Jakub Štvrtecký a Adam Václavík. 
Nejlepším českým výsledkem se stalo 12. místo Jakuba Štvrteckého ve stíhacím závodě, v ženských závodech se umístila nejlépe Kristýna Otcovská ve sprintu na 17. místě.
| Závodnice/Závodník  | SP   | SZ  | IZ  | SŠT | SZD |
| ------------------- | ---- | --- | --- | --- | --- |
| Kateřina Gotvaldová | 84.  | –   | –   | LAP | –   |
| Kristýna Otcovská   | 17.  |     | 55. | –   | 12. |
| Eliška Václavíková  | 86.  | –   | 67. | –   | –   |
| Tereza Vinklárková  | 43.  |     | 33. | LAP | –   |
| Luděk Abrahám       | 54.  | 46. | 78. | –   | –   |
| Mikuláš Karlík      | 23.  | 20. | 66. | –   | 12. |
| Ondřej Mánek        | 103. | –   | 61. | –   | –   |
| Jakub Štvrtecký     | 39.  | 12. | DNS | LAP | –   |
| Adam Václavík       | 24.  | 22. | 30. | LAP | –   |

## Medailisté

### Muži
| Disciplína                 | Zlato             | Výkon             | Stříbro         | Výkon             | Bronz             | Výkon             |
| Vytrvalostní závod (20 km) | Vebjørn Sørum     | 51:32,7 (0+0+0+0) | Johan-Olav Botn | 52:42,4 (2+0+0+0) | Martin Uldal      | 53:17,6 (0+0+0+1) |
| Sprint (10 km)             | Antonin Guigonnat | 22:51,9 (0+0)     | Johan-Olav Botn | 23:06,4 (1+1)     | Isak Frey         | 23:08,6 (1+0)     |
| Stíhací závod (12,5 km)    | Isak Frey         | 32:42,1 (1+0+0+2) | Dmitrii Shamaev | 32:54,4 (0+0+0+0) | Antonin Guigonnat | 33:08,1 (1+0+4+0) |

### Ženy
| Disciplína                 | Zlato              | Výkon             | Stříbro                     | Výkon             | Bronz                 | Výkon             |
| Vytrvalostní závod (15 km) | Maren Kirkeeideová | 41:26,2 (0+0+0+0) | Alina Stremousová           | 42:12,7 (0+0+0+0) | Ema Kapustová         | 42:25,3 (0+0+0+0) |
| Sprint (7,5 km)            | Ida Lienová        | 19:11,5 (0+0)     | Maren Kirkeeideová          | 19:25,5 (0+0)     | Chrystyna Dmytrenková | 19:46,8 (0+0)     |
| Stíhací závod (10 km)      | Maren Kirkeeideová | 29:49,9 (1+0+0+1) | Emilie Ågheim Kalkenbergová | 30:01,0 (1+0+0+1) | Océane Michelonová    | 30:17,0 (0+1+0+1) |

### Smíšené štafety
| Disciplína                            | Zlato                                                          | Výkon                                                     | Stříbro                                                                           | Výkon                                                     | Bronz                                                                            | Výkon                                                     |
| Smíšená štafeta (4×6 km)              | NorskoIsak Frey Johan-Olav Botn Ida Lienová Maren Kirkeeideová | 1:04:23,3 (0+0) (0+0) (0+0) (1+3) (0+0) (0+0) (0+1) (0+3) | FrancieThéo Guiraud-Poillot Antonin Guigonnat Océane Michelonová Camille Benedová | 1:04:37,9 (1+3) (0+0) (0+1) (0+0) (0+1) (0+1) (0+0) (0+1) | ItálieNicola Romanin Nicolò Betemps Beatrice Trabucchiová Hannah Auchentallerová | 1:05:17,1 (0+0) (0+0) (0+0) (0+1) (0+1) (0+0) (0+2) (0+1) |
| Smíšený závod dvojic (2×6 + 2×7,5 km) | ŠvédskoAnton Ivarsson Sara Anderssonová                        | 41:50,1 (0+1) (0+2) (0+1) (0+0) (0+0) (0+0) (0+0) (0+2)   | NorskoVebjørn Sørum Emilie Ågheim Kalkenbergová                                   | 42:04,0 (0+2) (0+1) (0+1) (0+2) (0+1) (0+3) (0+1) (1+3)   | RakouskoPatrick Jakob Kristina Oberthalerová                                     | 42:34,0 (0+0) (0+2) (0+0) (0+3) (0+0) (0+2)               |

## Medailové pořadí

### Medailové pořadí zemí
| Pořadí | Země      | Zlato | Stříbro | Bronz | Celkově |
| ------ | --------- | ----- | ------- | ----- | ------- |
| 1.     | Norsko    | 6     | 5       | 2     | 13      |
| 2.     | Francie   | 1     | 1       | 2     | 4       |
| 3.     | Švédsko   | 1     | 0       | 0     | 1       |
| 4.     | Rumunsko  | 0     | 1       | 0     | 1       |
| 4.     | Moldavsko | 0     | 1       | 0     | 1       |
| 6.     | Slovensko | 0     | 0       | 1     | 1       |
| 6.     | Ukrajina  | 0     | 0       | 1     | 1       |
| 6.     | Itálie    | 0     | 0       | 1     | 1       |
| 6.     | Rakousko  | 0     | 0       | 1     | 1       |
|        | Celkem    | 8     | 8       | 8     | 24      |